# Leica SL (Typ 601)
Die Leica SL (Typ 601) ist ein spiegelloses Kameragehäuse aus dem digitalen Kamerasystem Leica SL.
Das Modell wurde am 20. Oktober 2015 vorgestellt. Der Vollformat-Bildsensor hat eine Auflösung von 6000 × 4000 Pixeln und einen einstellbaren Belichtungsindex von 50 bis 50.000. Es hat einen eingebauten elektronischen Sucher mit einer Auflösung von 4,4 Millionen Pixeln. Die maximale Bildrate liegt bei elf Bildern pro Sekunde. Die kürzeste Verschlusszeit beträgt 1/8000 Sekunde. Außerdem verfügt die Kamera über Autofokus.
Das Gehäuse der Leica SL wird aus Aluminium hergestellt und ist gegen Staub und Spritzwasser geschützt. Leica M, R- und S-Objektive können über Adapter verwendet werden.
2019 folgte die SL2 mit einem 47 Megapixel-Sensor und Bildstabilisator, Ende 2020 die SL2-S mit empfindlicherem 24 Megapixel-Sensor.

## Video
Im Videobereich hat die Kamera die Möglichkeit, Videos in 4K-Auflösung mit 3840 × 2160 (UHD) Pixeln bei 30, 25 oder 24 Bildern pro Sekunde aufzuzeichnen. Außerdem steht das Cine4K Format für 24, 25 Bilder pro Sekunde zur Verfügung. 1080p Videos können in 120p, 100p, 60p, 50p, 25p, 24p aufgenommen werden, entweder von der aktiven Sensorfläche im Super35-Format oder über die gesamte Vollformat-Sensorfläche.